# Atletismo nos Jogos Pan-Americanos de 1983 - 1500 m feminino
A prova dos 1500 m feminino nos Jogos Pan-Americanos de 1983 foi realizada em Havana, Cuba.

## Medalhistas
| Ouro                   | Prata                            | Bronze                        |
| Ranza Clark CAN Canadá | Cindy Bremser USA Estados Unidos | Missy Kane USA Estados Unidos |

## Resultados
| Posição           | Nome             | Nacionalidade      | Tempo   | Notas |
| ----------------- | ---------------- | ------------------ | ------- | ----- |
| Medalha de ouro   | Ranza Clark      | CAN Canadá         | 4:16.18 |       |
| Medalha de prata  | Cindy Bremser    | USA Estados Unidos | 4:17.67 |       |
| Medalha de bronze | Missy Kane       | USA Estados Unidos | 4:21.39 |       |
| 4                 | Alejandra Ramos  | CHI Chile          | 4:25.59 |       |
| 5                 | Fabiola Rueda    | COL Colômbia       | 4:26.05 |       |
| 6                 | Mónica Regonessi | CHI Chile          | 4:26.48 |       |
| 7                 | Adriana Marchena | VEN Venezuela      | 4:27.50 |       |
| 8                 | Norma Franco     | ESA El Salvador    | 4:35.10 |       |